# Filip Gustavsson
Filip Gustavsson (* 7. června 1998, Skellefteå) je švédský lední hokejista, brankář. Od roku 2022 působí v klubu Minnesota Wild v NHL. Tu hrál i za Ottawu Senators. V roce 2016 byl draftován Pittsburgem, ale nikdy za něj nehrál. Začínal ve švédské nejvyšší soutěži, v klubu Luleå HF. Se švédskou reprezentací se stal mistrem světa v roce 2018 a získal bronz na mistrovství světa 2024. Byl vyhlášen nejlepším brankářem mistrovství světa juniorů 2018, odkud si přivezl také stříbrnou medaili.

## Ocenění a úspěchy
- 2014 TV-Pucken – Nejlepší brankář
- 2015 WHC-17 – All-Star Tým
- 2015 WHC-17 – Nejúspěšnější brankář
- 2016 J18 – Nejlepší brankář
- 2016 MS-18 – Nejlepší brankář
- 2018 MSJ – All-Star Tým
- 2018 MSJ – Nejlepší brankář
- 2018 MSJ – Nejnižší průměr inkasovaných branek

## Prvenství
- Debut v NHL - 17. března 2021 (Ottawa Senators proti Vancouver Canucks)
- První inkasovaný gól v NHL - 22. března 2021 (Ottawa Senators proti Calgary Flames, americkým útočníkem Johnny Gaudreau)
- První čisté konto v NHL - 10. prosince 2022 (Vancouver Canucks proti Minnesota Wild)

## Statistiky

### Základní části
| Sezona       | Tým                 | Liga         | Z   | V  | P  | R/Pvp | MIN   | OG  | ČK | POG  | %ChS |
| ------------ | ------------------- | ------------ | --- | -- | -- | ----- | ----- | --- | -- | ---- | ---- |
| 2014–15      | Luleå HF            | J20          | 7   | 0  | 5  | 0     | 305   | 20  | 0  | 3.94 | .884 |
| 2015–16      | Luleå HF            | J20          | 20  | 8  | 11 | 0     | 1155  | 62  | 0  | 3.22 | .893 |
| 2015–16      | Luleå HF            | SHL          | 6   | 4  | 2  | 0     | 359   | 13  | 0  | 2.17 | .910 |
| 2016–17      | Luleå HF            | J20          | 6   | 3  | 3  | 0     | 373   | 13  | 0  | 2.09 | .928 |
| 2016–17      | Luleå HF            | SHL          | 15  | 4  | 10 | 0     | 845   | 38  | 0  | 2.70 | .912 |
| 2017–18      | Luleå HF            | J20          | 7   | 5  | 2  | 0     | 422   | 12  | 2  | 1.71 | .925 |
| 2017–18      | Luleå HF            | SHL          | 22  | 9  | 11 | 0     | 1190  | 41  | 3  | 2.07 | .918 |
| 2017–18      | Belleville Senators | AHL          | 7   | 2  | 4  | 0     | 379   | 19  | 0  | 3.01 | .912 |
| 2018–19      | Belleville Senators | AHL          | 31  | 12 | 16 | 2     | 1740  | 98  | 0  | 3.38 | .887 |
| 2018–19      | Brampton Beast      | ECHL         | 2   | 0  | 2  | 0     | 100   | 9   | 0  | 5.38 | .827 |
| 2019–20      | Belleville Senators | AHL          | 24  | 15 | 6  | 3     | 1395  | 75  | 1  | 3.23 | .889 |
| 2020–21      | Södertälje SK       | Allsv        | 19  | 11 | 7  | 0     | 1123  | 43  | 1  | 2.30 | .919 |
| 2020–21      | Belleville Senators | AHL          | 13  | 5  | 7  | 1     | 776   | 37  | 1  | 2.86 | .910 |
| 2020–21      | Ottawa Senators     | NHL          | 9   | 5  | 1  | 2     | 472   | 17  | 0  | 2.16 | .933 |
| 2021–22      | Ottawa Senators     | NHL          | 18  | 5  | 12 | 1     | 1048  | 62  | 0  | 3.55 | .892 |
| 2021–22      | Belleville Senators | AHL          | 20  | 11 | 6  | 1     | 1082  | 45  | 2  | 2.50 | .915 |
| 2022–23      | Minnesota Wild      | NHL          | 39  | 22 | 9  | 7     | 2311  | 81  | 3  | 2.10 | .931 |
| 2023–24      | Minnesota Wild      | NHL          | 45  | 20 | 17 | 5     | 2527  | 129 | 3  | 3.06 | .899 |
| Celkem v SHL | Celkem v SHL        | Celkem v SHL | 43  | 17 | 23 | 0     | 2,394 | 92  | 3  | 2.31 | .915 |
| Celkem v NHL | Celkem v NHL        | Celkem v NHL | 111 | 52 | 40 | 14    | 6,356 | 289 | 6  | 2.73 | .912 |

### Play-off
| Sezona       | Tým                 | Liga         | Z | V | P | MIN | OG | ČK | POG  | %ChS  |
| ------------ | ------------------- | ------------ | - | - | - | --- | -- | -- | ---- | ----- |
| 2015–16      | Luleå HF            | J20          | 1 | 0 | 1 | 60  | 3  | 0  | 3.00 | .870  |
| 2015–16      | Luleå HF            | SHL          | 1 | 0 | 0 | 1   | 0  | 0  | 0.00 | 1.000 |
| 2016–17      | Luleå HF            | J20          | 3 | 1 | 2 | 189 | 3  | 1  | 0.95 | .967  |
| 2016–17      | Luleå HF            | SHL          | 2 | 0 | 1 | 51  | 3  | 0  | 3.53 | .885  |
| 2017–18      | Luleå HF            | SHL          | 3 | 1 | 1 | 124 | 6  | 0  | 2.91 | .895  |
| 2021–22      | Belleville Senators | AHL          | 2 | 0 | 2 | 155 | 8  | 0  | 3.11 | .871  |
| 2022–23      | Minnesota Wild      | NHL          | 5 | 2 | 3 | 309 | 12 | 0  | 2.33 | .921  |
| Celkem v SHL | Celkem v SHL        | Celkem v SHL | 6 | 1 | 2 | 176 | 9  | 0  | 3.07 | .893  |
| Celkem v NHL | Celkem v NHL        | Celkem v NHL | 5 | 2 | 3 | 309 | 12 | 0  | 2.33 | .921  |

### Reprezentace
| Rok                       | Tým                       | Soutěž                    | Z  | V | P | R | MIN | OG | ČK | POG  | %ChS |
| ------------------------- | ------------------------- | ------------------------- | -- | - | - | - | --- | -- | -- | ---- | ---- |
| 2016                      | Švédsko 18                | MS-18                     | 5  | 3 | 1 | 0 | 289 | 13 | 0  | 2.70 | .906 |
| 2017                      | Švédsko 20                | MSJ                       | 1  | 1 | 0 | 0 | 60  | 2  | 0  | 2.00 | .947 |
| 2018                      | Švédsko 20                | MSJ                       | 6  | 4 | 1 | 0 | 365 | 11 | 0  | 1.81 | .924 |
| 2024                      | Švédsko                   | MSJ                       | 7  | 6 | 1 | 0 | 395 | 14 | 0  | 2.13 | .903 |
| Juniorská kariéra celkově | Juniorská kariéra celkově | Juniorská kariéra celkově | 12 | 8 | 2 | 0 | 714 | 26 | 0  | 2.18 | .926 |
| Seniorská kariéra celkově | Seniorská kariéra celkově | Seniorská kariéra celkově | 7  | 6 | 1 | 0 | 395 | 14 | 0  | 2.13 | .903 |